# Autoportrait (Trevisani)
Pour les articles homonymes, voir Autoportrait (homonymie).
L'Autoportrait de Francesco Trevisani (1658-1746) est une peinture à l'huile sur plaque de cuivre de 15 × 12 cm datée entre 1701 et 1746, et  conservé depuis 1805 dans la collection italienne du musée des Augustins de Toulouse.

## Présentation
Les collections du début du XVIIIe siècle à Rome ont été enrichies par l'attribution certaine de l'Autoportrait réalisé par le peintre Francesco Trevisani (1658-1746) lors de la préparation de l'exposition des peintres italiennes du musée des Augustins de Toulouse en 2003. Ce tableau était considéré comme une copie d'après Trevisani et oublié dans les réserves du musée jusqu'à l'étude plus approfondie de celui-ci. 
Trevisani a produit plusieurs autoportraits au cours de sa vie, dont nous avons la connaissance six de manière certaine. L'Autoportrait du musée des Augustins a été rapproché du dessin conservé à la Nationalmuseum de Stockholm qui représente le peintre de manière quasi identique. 
Ce tableau est représentatif de l'art de Trevisani, qui s'éloigne de Maratta et qui annonce la nouvelle génération des peintres français comme François Lemoyne (1688-1737), Charles André van Loo (1705-1765), Louis Jean François Lagrenée (1725-1805) et les peintres d'Europe centrale. Il est considéré comme le chef de fil de ce que l'on appelle le corco arcadico.